# Conus bruguieri
Conus bruguieri é uma espécie de gastrópode do gênero Conus, pertencente à família Conidae.